# 池見茂隆
池見 茂隆（いけみ しげたか、1899年（明治32年）9月18日 - 1973年（昭和48年）12月19日）は、昭和期の実業家、政治家。衆議院議員（1期）。

## 経歴
福岡県糟屋郡仲原村（現粕屋町）で、実業家・池見辰治郎の長男として生まれる。幼少期に福岡市博多柳町に転居した。福岡市立福岡商業学校（現福岡市立福翔高等学校）を経て、早稲田大学商科で学んだ。
その後、家業の池見合資会社社員、酒精会社重役となる。その他、大日本酒精監査役、大日本酒類醸造取締役、文化味噌社長、池見（合）代表社員、九州製作所社長なども務めた。
政界では福岡市会議員に在任した。1949年（昭和24年）1月の第24回衆議院議員総選挙で福岡県第1区から民主自由党公認で出馬して当選し、衆議院議員に1期在任した。1952年（昭和27年）10月の第25回総選挙では自由党の公認問題で立候補を断念した。
その他、福岡商工会議所理事、同常議員を務め、1954年（昭和29年）に同専務理事に就任した。
1969年（昭和44年）秋の叙勲で勲三等に叙され、瑞宝章を受章する。
1973年（昭和48年）12月19日、死去した。74歳没。翌1973年1月11日、特旨を以て位記を追賜され、死没日付をもって正五位に叙された。